# Église du Sacré-Cœur (Eaubonne)
L'église du Sacré-Cœur, située rue d'Estienne d'Orves à Eaubonne dans le Val-d'Oise, est un édifice affecté au culte catholique.
Dans les années 1930, l'église Sainte-Marie est trop exiguë pour la population de la ville. On décide alors la construction d'un nouveau sanctuaire, financé par les dons des paroissiens. 
La première pierre a été posée en 1931. L'édifice est inauguré en présence de Mgr Benjamin-Octave Roland-Gosselin et de l'abbé Martin Chaix, curé de la ville.
Le grand orgue, qui date de 1955, est de la maison Roethinger. La console comprend 2 claviers de 56 notes et pédalier de 30 notes. 12 jeux (10 réels).